# Вэй Лихуан
Вэй Лихуа́н (кит. трад. 衛立煌, упр. 卫立煌, пиньинь Wèi Lìhuáng, 16 февраля 1897 — 17 января 1960) по прозвищу Цзюньжу (俊如), по прозванию Хуэйшань (辉珊) — китайский генерал, один из самых известных гоминьдановских военачальников времён Антияпонской войны и Гражданской войны.
Вэй Лихуан родился в 1897 году в уезде Хэфэй провинции Аньхой (сейчас эти места относятся к уезду Фэйдун). В 1912 году пошёл в армию, в 1917 году стал одним из телохранителей Сунь Ятсена, был командиром взвода. В 1927 году, когда после Северного похода партия Гоминьдан объединила Китай и новой столицей страны стал Нанкин, Вэй Лихуан стал заместителем начальника нанкинского гарнизона. В 1929 году он был назначен командиром 45-й дивизии НРА, с 1931 года стал командиром 14-й армейской группы.
В 1932 году Вэй Лихуан принял участие в боевых действиях против созданных коммунистической партией Китая Советских районов. За действия войск Вэй Лихуана на стыке провинций Хэнань, Хубэй и Аньхой, Чан Кайши назвал образованный там уезд именем Вэй Лихуана. В 1935 году Вэй Лихуан стал членом Центрального военного совета Гоминьдана.
После начала в 1937 году войны с Японией Вэй Лихуан был назначен заместителем командующего 2-м военным районом НРА, после падения Нанкина стал командующим 1-м военным районом и губернатором провинции Хэнань. С 1943 года стал командующим экспедиционными силами в Бирме. В 1944 году войска под командованием Вэй Лихуана смогли отбить у японцев дорогу Ледо, связывающую неоккупированную территорию Китая с внешним миром.
В октябре 1947 года Вэй Лихуан был назначен командующим гоминьдановскими войсками в Маньчжурии, где в это время шли бои с силами КПК, однако несмотря на его усилия коммунистам удалось взять Цзиньчжоу, отрезав его войска от Центрального Китая. После этого Чан Кайши сместил Вэй Лихуана с занимаемых постов и отозвал из Маньчжурии.
В 1949 году Вэй Лихуан переехал в Гонконг. 15 марта 1955 года он перебрался из Гонконга в Пекин, став заместителем председателя Государственного комитета обороны КНР, членом НПКСК 2-го и 3-го созывов, делегатом ВСНП 2-го созыва. Скончался в 1960 году, похоронен в Пекине.